# Tammeråsen
Tammeråsen är en liten by belägen i Rättviks socken ovanför den större byn Röjeråsen, längst västerut i Rättviks kommun, på gränsen till Mora. Häxprocesserna nådde Rättvik 1670 och en av tre första kvinnorna, Håll Karin som anklagades och dömdes till döden ”å båle brännas” kom från byn. Men dödsdomen verkställdes aldrig.